# Matsuichthys aequipinnis
Matsuichthys aequipinnis är en fiskart som först beskrevs av Matsui och Rosenblatt, 1987.  Matsuichthys aequipinnis ingår i släktet Matsuichthys och familjen Platytroctidae. Inga underarter finns listade i Catalogue of Life.